# 1473
- Wikisource

| Calendário gregoriano                                                        | 1473 MCDLXXIII                                       |
| Ab urbe condita                                                              | 2226                                                 |
| Calendário arménio                                                           | 922 – 923                                            |
| Calendário bahá'í                                                            | -371 – -370                                          |
| Calendário budista                                                           | 2017                                                 |
| Calendário chinês                                                            | 4169 – 4170 Início a 29 de janeiro (aproximadamente) |
| Calendário copta                                                             | 1189 – 1190                                          |
| Calendário etíope                                                            | 1465 – 1466                                          |
| Calendários hindus - Vikram Samvat - Calendário nacional indiano - Cáli Iuga | 1528 – 1529 1394 – 1395 4573 – 4574                  |
| Calendário Holoceno                                                          | 11473                                                |
| Calendário islâmico                                                          | 878 – 879                                            |
| Calendário judaico                                                           | 5233 – 5234                                          |
| Calendário persa                                                             | 851 – 852                                            |
| Calendário rúnico                                                            | 1723                                                 |
| Calendário solar tailandês                                                   | 2016                                                 |

1473 (MCDLXXIII, na numeração romana) foi um ano comum do século XV do Calendário Juliano, da Era de Cristo, a sua letra dominical foi C (52 semanas), teve início a uma sexta-feira e terminou também a uma sexta-feira.
| Ano completo                       |
| ---------------------------------- |
| Ano comum com início à sexta-feira |

## Eventos
- Fundação do primeiro Convento de São Francisco no Funchal por Luís Álvares da Costa.

## Nascimentos
- 19 de Fevereiro - Nicolau Copérnico, astrônomo polonês (m. 1543).
- 25 de Julho - Madalena de Médici, nobre italiana (m. 1528).
- 17 de Agosto - Ricardo de Shrewsbury, duque de Iorque (m. ?).